# バハ・メン
バハ・メン（Baha Men）は1977年に結成されたバハマの音楽バンド。グラミー賞受賞の「Who Let the Dogs Out?」のヒット曲で知られる。 

## 経歴
1977年に、「High Voltage」として活動を始める。バハマのナイトクラブやホテルなどで定期的に演奏し、アルバムは自主制作していた 。 
1991年に、自主制作テープの一つがアトランティク・レコードのA&Rスティーブン・グリーンバーグの耳にとまり、子会社のビッグ・ビートと契約することになった。その時に、バンド名を「バハ・メン」へ改名した。
1992年、メジャー・ファーストアルバム「Junkanoo」をリリース。 
1994年、アルバム「Kalik」リリース。アルバム中の曲「 (JUST A) SUNNY DAY」 には自身もバハマの血を引くレニー・クラヴィッツが参加している。 
1997年、アルバム「I Like What I Like」や翌年の「Doong Spank」のリリースのため、ポリグラムへ移籍。 
グリーンバーグとマイク・マンジーニがプロデュースした2000年の 「Who Let the Dogs Out?」 のリメイクで大ヒットするも短命に終わった。この曲は多くの国でチャート上位にランクインし、またアメリカのスポーツイベントなどでも人気のある曲となった。同曲は、2000年に「ベスト・ダンス・レコーディング部門」でグラミー賞を受賞した。

## ディスコグラフィー

### スタジオアルバム
- 『エレクトリフィング』 - Electrifying （1985年）※High Voltageとして
- 『ハイ・ヴォルテージ』 - High Voltage （1987年）※High Voltageとして
- 『キック・イン・ザ・バハマ』 - Kick In The Bahamas (Doge Farm) （1990年）
- 『ジャンカヌー』 - Junkanoo （1992年）
- 『カリク』 - Kalik （1994年）
- 『アイ・ライク・ホワット・アイ・ライク』 - I Like What I Like （1997年）
- 『ドン・スパンク』 - Doong Spank （1998年）
- 『2 ゼロ 0-0』 - 2 Zero 0-0 （1999年）
- 『フー・レット・ザ・ドッグズ・アウト（英語版）』 - Who Let The Dogs Out （2000年）
- 『ムーヴ・イット・ライク・ディス』 - Move It Like This （2002年）
- 『オラ！』 - Holla! （2004年）
- 『ライド・ウィズ・ミー』 - Ride With Me （2015年）

### コンピレーションアルバム
- 『グレイテスト・ムービー・ヒッツ』 - Greatest Movie Hits （2002年）
- 『10・グレート・ソングス：フー・レット・ザ・ドッグズ・アウト』 - 10 Great Songs: Who Let the Dogs Out （2010年）